# 威爾特郡岩
威爾特郡岩（英語：Wiltshire Rocks）是南極洲的岩石，位於麥克羅伯特森地，處於史密斯岩東北面4.6公里、基特尼島以東1.5海里和帕特森群島西北面2.5海里，根據挪威探險隊拍攝的空中照片繪入地圖，現時由南極條約體系管理。